# Jolanta Jackowska (aktorka)
Jolanta Jackowska (ur. 6 kwietnia 1971 w Gliwicach) – polska aktorka teatralna i filmowa, dziennikarka.

## Życiorys
W 1994 ukończyła studia na Wydziale Aktorskim Państwowej Wyższej Szkoły Filmowej, Telewizyjnej i Teatralnej im. Leona Schillera w Łodzi.
Jeszcze w trakcie studiów zadebiutowała 5 grudnia 1992 na deskach Teatru Powszechnego w Łodzi tytułową rolą w Ani z Zielonego Wzgórza Lucy Maud Montgomery w reżyserii Macieja Korwina. Była aktorką Teatru Wybrzeże w Gdańsku (1994−1995), Teatru Nowego w Łodzi (1995−1996), Teatru Powszechnego w Łodzi (1996−2003), ponownie Teatru Nowego im. Kazimierza Dejmka w Łodzi (od 2010). Gościnnie występowała w Teatrze im. Stefana Jaracza w Łodzi (1993) oraz łódzkim Klubie Wytwórnia (2011).
Wystąpiła w kilkudziesięciu rolach teatralnych w spektaklach takich reżyserów jak Krzysztof Babicki (jako Jenny Brunies w Było sobie kiedyś miasto Güntera Grassa), Jacek Chmielnik (jako Klara w Ślubach panieńskich Aleksandra Fredry), Wojciech Adamczyk (jako Emilka i Rebeka Gibbs w Naszym mieście Thorntona Wildera), Agnieszka Glińska (jako Mela w Moralności Pani Dulskiej Gabrieli Zapolskiej), Andrzej Szczytko (jako Anita w Antygonie w Nowym Jorku Janusza Głowackiego), Lech Raczak (w Balu w operze Juliana Tuwima) oraz Piotr Sieklucki (jako Dasza w Akimudach Wiktora Jerofiejewa).
Jest laureatką nagrody krytyków „Głosu Porannego” za rolę Soni Marmieładowej w Zbrodni i karze Fiodora Dostojewskiego na deskach Teatru im. Stefana Jaracza w Łodzi (1994), nagrody wojewody gdańskiego z okazji Międzynarodowego Dnia Teatru za rolę Thomasiny Coverly w Arkadii Toma Stopparda i Hildy w Ja, Maestro Hrafnhildura Hagalina Gudmundsdottira (1995), indywidualnej nagrody jurorskiej i pierwszej nagrody na 35. Ogólnopolskim Festiwalu Teatrów Jednego Aktora we Wrocławiu (2006) oraz Złotego Medalu im. Maji Dimitrijević podczas XXXII Międzynarodowego Festiwalu Monodramu i Pantomimy w Zemunie, za monodram Yotam Navy Semel w reżyserii Karoliny Szymczyk-Majchrzak.
W latach 2001–2002 prowadziła reporterski program Takie jest życie w TVP3 Łódź. Od sierpnia 2003 roku współpracowała z Telewizją Toya i Regionalną Rozgłośnią Katolicką Radia Plus jako dziennikarka, lektor oraz prezenter. Była także rzecznikiem prasowym Teatru Nowego w Łodzi.
W 2019 została odznaczona Brązowym Medalem „Zasłużony Kulturze Gloria Artis”.

## Życie prywatne
Była żoną aktora Ireneusza Czopa, z którym ma syna Michała Konstantego.

## Filmografia
- 1992: 1968. Szczęśliwego Nowego Roku
- 1992: Kuchnia Polska – Agnieszka Bergman (odc. 4)
- 1994: Radio Romans
- 2003–2005: Sprawa na dziś – pielęgniarka
- 2007: Plebania
- 2008: Stary człowiek i pies
- 2013: Prawo Agaty – przedszkolanka (odc. 37)
- 2013: Komisarz Alex – Alicja Zielińska, żona Roberta (odc. 42)

Polski dubbing
- 2007: Dzika przyszłość – C.G.
- 2007: Niezwyciężony Iron Man
- 2006: Ostateczni mściciele
- 2005: Słodkie, słodkie czary
- 2004: Karolek i przyjaciele
- 2004: Pinokio, przygoda w przyszłości – Marlena
- 2004: Dziadek do orzechów – Mysibaba
- 2001: Wróżkowie chrzestni – Wanda (sezon III i IV)

## Teatr
Teatr Powszechny w Łodzi
- 1992: Ania z Zielonego Wzgórza – Ania Shirley
- 1996: Czarodziej z krainy Oz – Baśnioludek; Mak; Wrona; Dorotka
- 1997: Nasze miasto – Rebeka Gibbs, Emilka Gibbs
- 1997: W małym dworku – Amelka
- 1997: Moralność pani Dulskiej – Mela
- 1998: Wieczór I
- 1998: Balladyna – Balladyna
- 1998: Królik królik – Blanka
- 1999: Skąpiec – Marianna
- 2000: Damy i huzary – Józia
- 2001: Ferdydurke – Zosia

Teatr Wybrzeże
- 1994: Damy i huzary – Józia
- 1994: Arkadia – Thomasin Coverly
- 1994: Ja, Maestro – Hilda
- 1994: Było sobie kiedyś miasto – Jenny Brunies
- 1994: Piotruś Pan – Wendy

Teatr Nowy w Łodzi
- 1995: My, dzieci z dworca ZOO – Córka
- 1996: Śluby panieńskie – Klara
- 1996: Dzień gniewu – Julia Chomin
- 2006: Yotam
- 2010: Złodziej – Jenny Farrington